# 松崎駿司
松崎 駿司（まつざき しゅんじ、1990年12月17日 - ）は、神奈川県出身の俳優。幼いころから数々のドラマやCMで活躍している。特技はバスケ、英語。平成夫婦茶碗シリーズの次男 完 役で一躍注目を浴びる。2003年以降、中学に進学したこともあり芸能活動が途絶えていたが、2006年に公共広告機構（現：ACジャパン）のCMに出演。

## 出演

### ドラマ

#### レギュラー出演
- BS日曜ドラマおごるな上司!（1996年、NHK-BS）安藤順 役
- ふぞろいの林檎たちIV（TBS）本田達也 役
- 凍りつく夏（よみうりテレビ/日本テレビ）進藤隆 役
- 平成夫婦茶碗〜ドケチの花道〜（日本テレビ）金本完 役
- QUIZ（2000年、TBS）石原慎吾 役
- 平成夫婦茶碗外伝－成田家の人々（日本テレビ）金本完 役
- フレーフレー人生!（よみうりテレビ/日本テレビ）大杉北斗 役
- ガッコの先生（TBS）鈴木ひろし 役
- 続・平成夫婦茶碗（日本テレビ）金本完 役

#### その他
- 人生は上々だ 第8話 - 第11話（1995年、TBS）一郎 役
- 小児病棟・命の季節 第1話 - 第3話（1996年7月、テレビ朝日）川井正吾 役
- おいしい関係（1996年10月、フジテレビ）プチ・ラパンに来た客 役
- フェイス 第2話（1997年7月、フジテレビ）
- 素敵に女ざかり2（1997年11月、NHK）山部司 役
- ウルトラマンダイナ 第1話 - 第2話・第9話・第49話 - 第50話（1997年・1998年、毎日放送/TBS）アスカ・シン（幼少時代） 役
- 愛、ときどき嘘 第3話（1998年4月、日本テレビ）
- 月曜ドラマスペシャル「二十六夜参り」（1998年8月17日、TBS）長谷川明彦 役
- 鬼の棲家 第1話（1999年1月、フジテレビ）旅館に泊まりに来た客 役
- 笑ゥせぇるすまん 第2話（1999年10月、テレビ朝日）加戸井ケン一 役
- 伝説の教師 第4話（2000年5月、日本テレビ）いじめられていた少年 役
- Summer Snow 第1話（2000年7月、TBS）自転車に乗れなかった少年 役
- 怖い日曜日〜記憶からの使者（2000年9月、フジテレビ）岡部智彦 役
- お前の諭吉が泣いている 第9話（2001年3月、テレビ朝日）金本完 役（友情出演）
- カバチタレ! 第8話、第9話（2001年3月、フジテレビ）内田大輔 役
- ぼくが地球を救う 第3話（2002年7月）
- 金曜時代劇茂七の事件帖・新ふしぎ草紙 第6話（2002年8月、NHK）
- 金曜時代劇御宿かわせみ 第7話（2004年5月、NHK）寅吉 役

### 映画
- 鉄道員（1999年）吉岡敏行（幼少時代） 役

### 声優
- アニメ「スヌーピー」リラン 役

### CM
- RSKハウジングプラザ（1993年）
- サンシャイン水族館（1994年）
- ツクダオリジナルファーストママシリーズ（1995年）
- 東芝クリーナー（1995年）
- ケロッグコーンフレーク（1996年 - 1997年）
- 東京ディズニーランドトゥーンタウン（1996年）
- DDIポケット（1997年）
- マクドナルド「まだ眠りたくない編」（1997年）
- 日産ステージア「アウトドア編、遠出編」（1997年 - 1998年）
- SONY「スタミナハンディーカム」（1997年 - 1998年）
- 東京電力「TEPCOインフォメーション」（1998年）
- SONYバイオ「捨てられた子犬編」（1999年3月）
- ファンケル「お母さんの工場見学編」（2000年 - 2002年）
- マスターカード「お父さんと釣り編」（2000年）
- ハウスカレー「お正月編」（2000年新春）
- アキレス「CHAMP」（2001年）
- キッコーマン「赤と黒」（2001年）
- TOYOTA「カローラ スパシオ」（2001年5月）
- ボーダフォン「フットサル編」（2003年9月 - ）
  - デビッド・ベッカムと共演。
- 公共広告機構（現：ACジャパン）「逆・授業参観編」（2006年）

### 雑誌
- おともだち、たのしい幼稚園（1995年 - 1997年）レギュラー